# Maria Simon
Maria Simon (Leipzig, 6 février 1976) est une actrice allemande.

## Biographie
Elle est la sœur de l'actrice Susanna Simon.

## Filmographie

### Cinéma
- 2003 : Good Bye, Lenin!
- 2003 : Luther
- 2009 : La Comtesse
- 2019 : Une vie cachée

### Télévision
- 2006 : Ce n'étaient pas tous des assassins
- 2010 : C'était l'un des nôtres
- Depuis 2011 : Polizeiruf 110
- 2012 : Au petit bonheur la chance

## Distinctions
- 2016 : Goldene Kamera
- Festival international du film de Moscou 2000 : meilleure actrice pour Angry Kisses
- 2004 : Shooting Stars de la Berlinale